# 테드 린지 상

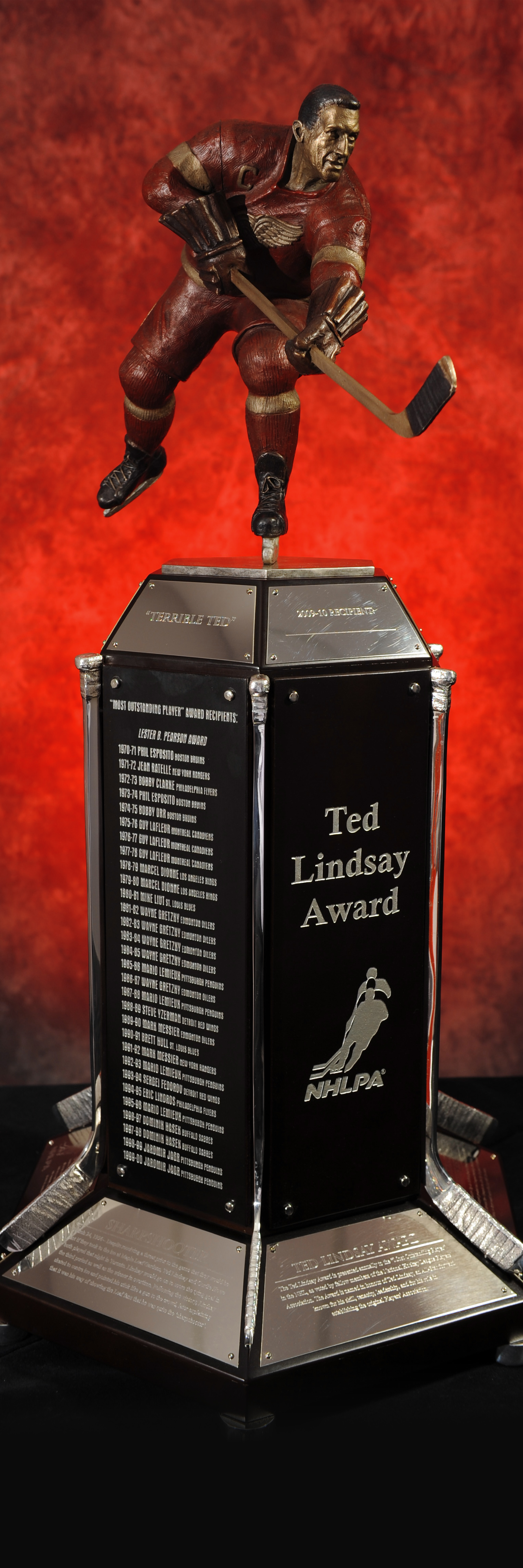
테드 린지 상

테드 린지 상(영어: Ted Lindsay Award)은 내셔널 하키 리그 (NHL)의 상이다. 매년 "NHL 선수 협회 회원이 평가하는 정규 시즌에서 뛰어난 선수"에게 수여된다. 이전 이름은 레스터 B. 피어슨 상(영어: Lester B. Pearson Award)으로 상 이름은 2010년 디트로이트 레드윙스의 테드 린지의 이름을 따서 바뀌었다.